# Патрушев Дмитро Миколайович
Дмитро Миколайович Патрушев (13 жовтня 1977 , Ленінград ) — російський державний діяч. Міністр сільського господарства РФ з 18 травня 2018 (в. о. 15-21 січня 2020).
Голова правління Россільгоспбанку (2010—2018), член ради директорів Газпрому. Син Миколи Патрушева — Секретаря Ради Безпеки РФ, одного з найвпливовіших діячів російського режиму і помічника Путіна.

## Біографія

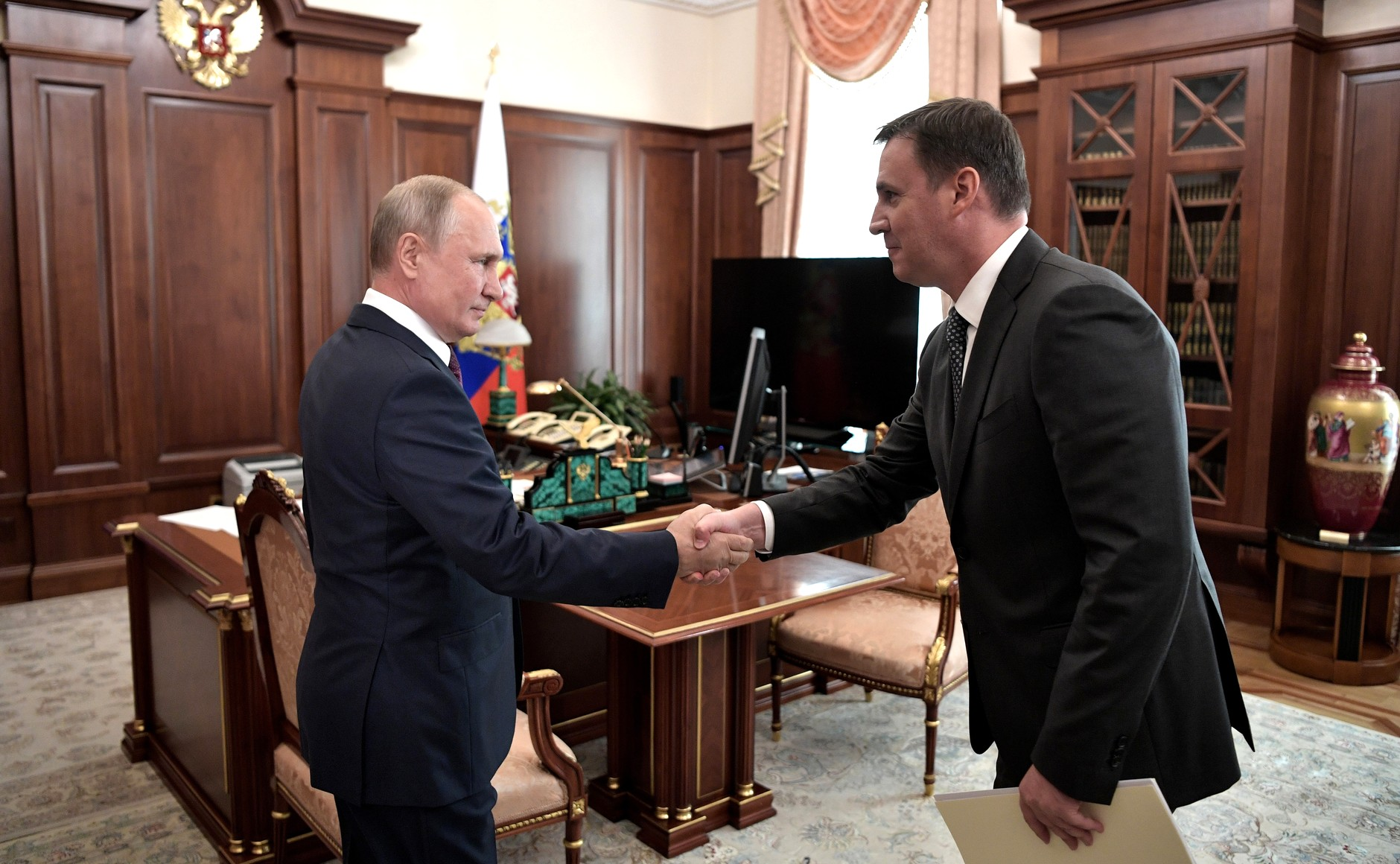
Зустріч із президентом Путіним, 2019

Народився 13 жовтня 1977 року в Ленінграді. 1999 року закінчив Державний університет управління за спеціальністю «Менеджмент».
У 2002—2004 роках пройшов навчання в Дипломатичній академії МЗС Росії за спеціальністю «Світова економіка». В 2006 закінчив Академію ФСБ.

### Наукова діяльність
16 квітня 2003 року у Санкт-Петербурзькому університеті економіки та фінансів захистив дисертацію на здобуття наукового ступеня кандидата економічних наук на тему «Організаційно-економічні засади розвитку процесного підходу в управлінні якістю науково-дослідних організацій» (науковий керівник Г. Н. Іванова; офіційні опоненти Б. В. Прянков та П. М. Шавкунов).
3 липня 2008 року в Санкт-Петербурзькому університеті економіки та фінансів захистив дисертацію на здобуття наукового ступеня доктора економічних наук на тему «Державні та ринкові регулятори у формуванні та реалізації промислової політики: на матеріалах природних монополій ПЕК».
За даними Диссернет, у кандидатській та докторській дисертаціях Патрушева виявлено численні недокументовані запозичення. Зокрема, в докторській дисертації Патрушева «Державні та ринкові регулятори у формуванні та реалізації промислової політики: на матеріалах природних монополій ПЕК» (2008 рік) сторінки з 15 по 103, з 364 по 378, та низка інших сторінок, являють собою копію частини дисертації Гасана Сафарова «Формування механізму державного регулювання природних монополій в РФ» (2005 рік).

### Кар'єра
У 1999—2002 роках працював у Міністерстві транспорту РФ.
У 2004 році вступив на роботу до Банку ВТБ.
З 2007 року обіймав посаду старшого віце-президента Банку ВТБ.
У 2010—2018 роках — голова правління, член наглядової ради Россільгоспбанку. При Патрушеве у банку збільшилася кількість товарів та послуг, як фізичних осіб, так бізнесу. З'явилися нові напрями: страховий та інвестиційний. Також зросли обсяги підтримки АПК. З 2010 до 2017 року кредитний портфель РСГБ збільшився більш ніж у чотири рази. У 2017 році він становив 2,97 трильйона рублів..
З 2016 по 2021 рік — член ради директорів ПАТ «Газпром».

### Міністр сільського господарства
18 травня 2018 за допомоги батька став міністром сільського господарства РФ, 21 січня 2020 перезначений на даний пост.
Під керівництвом Патрушева було розроблено державну програму «Комплексний розвиток сільських територій». До кінця 2020 року вона охопила 82 суб'єкти РФ і торкнулася 6 млн осіб.

### Органи корпоративного управління
З 2016 року член ради директорів ПАТ «Газпром».
З 2018 року Голова Наглядової ради АТ «Россільгоспбанк».

## Розслідування

### Звинувачення в організації масового викрадення зерна з тимчасово окупованих територій України
У липні 2025 року СБУ заочно оголосила Патрушеву про підозру. За даними слідства, Патрушев як заступник голови уряду РФ організовував масове викрадення зерна з тимчасово окупованих територій України. За лобіювання батька, Патрушев став міністром сільського господарства і згодом — віцепрем'єром РФ. Після отримань повноважень у агросекторі, Дмитро займався організацією позграбунку українських агропідприємств на окупованих територіях.

## Сім'я
Неодружений, шестеро дітей: троє синів, три дочки.
- Батько — Микола Платонович Патрушев — російський державний діяч, Директор ФСБ Росії (1999—2008), Секретар Ради безпеки Російської Федерації з 12 травня 2008 року.
- Мати — Олена Миколаївна Патрушева (нар. 1955) — працювала лікарем ультразвукової діагностики, була співробітником Зовнішекономбанку. У 1993 році вона стала, разом з Борисом Гризловим та іншими однокласниками та товаришами по службі дружини, засновником ТОВ «Борг», що спеціалізувався на експорті металобрухту[25].
- Брат — Андрій Патрушев — колишній заступник гендиректора з розвитку шельфових проектів «Газпром нафти» та колишній гендиректор «Газпром нафта шельфу»[26]. Генеральний директор Центру «Арктичні ініціативи»[27][28].

## Санкції
- З 6 березні 2022 року занесений до санкційного списку Канади.[29][30] Джастін Трюдо зазначив, що Патрушев був взятий зі списку, який склав Олексій Навальний.[31]
- З 15 березня доданий до санкційного списку Великої Британії.[32]
- З 9 червня 2022 року додано до санкційного списку України.[33]
- З 1 липня 2022 року персональні санкції проти нього ввела Австралія.[34]
- З 12 жовтня перебуває під санкціями Нової Зеландії.[35]